# Buteo
Buteo is een geslacht van vogels uit de familie van de havikachtigen (Accipitridae). De wetenschappelijke naam van het geslacht is voor het eerst geldig gepubliceerd in 1799 door Bernard Germain de Lacépède.

## Soorten
De volgende soorten zijn bij het geslacht ingedeeld:
- Buteo albigula – Witkeelbuizerd
- Buteo albonotatus – Bandstaartbuizerd
- Buteo augur – Augurbuizerd
- Buteo auguralis - Afrikaanse roodstaartbuizerd
- Buteo bannermani – Kaapverdische buizerd
- Buteo brachypterus - Madagaskarbuizerd
- Buteo brachyurus – Kortstaartbuizerd
- Buteo buteo – Buizerd
- Buteo galapagoensis – Galápagosbuizerd
- Buteo hemilasius – Mongoolse buizerd
- Buteo jamaicensis – Roodstaartbuizerd
- Buteo japonicus – Japanse buizerd
- Buteo lagopus – Ruigpootbuizerd
- Buteo lineatus – Roodschouderbuizerd
- Buteo nitidus – Grijsgestreepte buizerd
- Buteo oreophilus – Bergbuizerd
- Buteo plagiatus – Grijze buizerd
- Buteo platypterus – Breedvleugelbuizerd
- Buteo refectus – Himalayabuizerd
- Buteo regalis – Rosse ruigpootbuizerd
- Buteo ridgwayi – Ridgways buizerd
- Buteo rufinus – Arendbuizerd
- Buteo rufofuscus – Jakhalsbuizerd
- Buteo socotraensis – Socotrabuizerd
- Buteo solitarius – Hawaiibuizerd
- Buteo swainsoni – Prairiebuizerd
- Buteo trizonatus – Kaapse bergbuizerd
- Buteo ventralis – Patagonische buizerd